# Etionamid
Etionamid (łac. ethionamidum) – organiczny związek chemiczny, lek przeciwgruźliczy, działający także na prątki oporne na izoniazyd i streptomycynę. Podawany najczęściej doustnie.

## Przeciwwskazania
W przypadku niewydolności nerek lub wątroby, chorób neurologicznych oraz w przypadku nadwrażliwości na lek.

## Działania niepożądane
- uszkodzenie wątroby
- zaburzenia jelitowo-żołądkowe
- brak apetytu
- ślinienie
- metaliczny smak w ustach
- wymioty
- stany zapalne żołądka oraz biegunkę

## Przyjmowanie leku
Lek przyjmuje się ok. 3–12 miesięcy popijając dużą ilością płynu.